# Метод синектики
Метод синектики - один з методів інженерного творення.

## Опис методу
Одним із найбільш ефективних методів стимулювання творчої діяльності є синектика. Автор методу синектики В. Гордон створив у 1960 році фірму «Сінектікс» (США). Ця фірма співпрацює з найбільшими промисловими фірмами, корпораціями та вищими навчальними закладами, навчаючи синектичної атаки інженерів і студентів. В її основу покладено принцип класичного мозкового штурму, який здійснює професійна група або група фахівців суміжних професій, яка від одного штурму до іншого накопичує досвід вирішення завдань. 
На відміну від мозкового штурму, в синектиці дозволена критика. Ну і, звичайно, головною особливістю є суть методу синектики – це використання порівнянь і аналогій. 
Орієнтуючи свій гнучкий розум на розглядувану проблему, група синектиків при обговоренні використовує чотири типи аналогій:
- пряма аналогія (це будь-яка схожість, що має шукані елементи в системах або об'єктах, які вирішують подібні завдання, тобто, як вирішуються завдання, схожі на дане);
- суб'єктивна чи особиста аналогія (спроба увійти в образ даного в задачі об'єкта і намагатися міркувати з його точки зору, дозволити собі розглянути такі нюанси досліджуваної проблеми, які, в силу відсталості людського мислення, не можуть бути побачені і відчуті за допомогою простих роздумів);
- символічна аналогія (коротке формулювання визначення суті проблеми (завдання) використовуючи метафори і різноманітні порівняння);
- фантастична аналогія (уява об'єктів, що розглядаються, у відриві від існуючих фізичних законів і бачення їх такими, якими хотіли б їх бачити, незважаючи на реальність, тобто уява як це завдання вирішили б казкові персонажі).

Метод синектики застосовується в невеликій групі (5…7 учасників). Інші умови застосування методу (правила ведення дискусії, професійний і соціальний склад групи й інше) відповідають умовам, існуючим при організації класичного мозкового штурму.
Синектичний процес включає в себе три фази:
- оголошується проблема, з'ясовується зміст проблеми, ефективні взаємозв'язки, можливе нове формулювання проблеми;
- відчужується зміст проблеми; за допомогою певної техніки відчуження (прямі, особисті та символічні аналогії) група віддаляється від проблеми, тобто свідомо абстрагується від обставин справи;
- формуються підходи до вирішення проблеми; поняття, які у кінці процесу відчуження зіставляються з постановкою проблеми, з цього виробляються ідеї для вирішення проблеми.

Модель організації мозкового штурму методом класичної синектики така:
- формування групи та ознайомлення її учасників з проблемою провідним керівником;
- синектичне засідання групи;
- розгляд та відбір ідей і пропозицій провідним керівником;
- повторне синектичне засідання;
- повторний розгляд ідей і пропозицій керівником.

Під час синектичних засідань ведучий повинен повністю контролювати хід процесу, постійно втручаючись у дискусію.